# Албания на летних Олимпийских играх 2020
Албания на летних Олимпийских играх 2020 года в Токио представлена девятью спортсменами в шести видах спорта, среди которых тяжёлая атлетика, дзюдо, стрельба, лёгкая атлетика, плавание и спортивная гимнастика. В соревнованиях по тяжёлой атлетике за страну выступят Брикен Цалья и Эрканд Керимай, в соревнованиях по дзюдо — Индрит Куллхай, по стрельбе — Мануэла Делилаж, по лёгкой атлетике — Луиза Гега и Измир Смайлай, по плаванию — Кледи Кадиу и Николь Меризай, по спортивной гимнастике — Матвей Петров. Знаменосцами национальной сборной на церемонии открытия выступили Луиза Гега и Брикен Цалья. Код МОК — ALB. Сборная участвует под эгидой национального олимпийского комитета Албании.
Игры должны были состояться в 2020 году, однако из-за пандемии COVID-19 международный олимпийский комитет принял решение об их переносе на 2021 год.